# Боровко Микола Маркіянович
Мико́ла Маркія́нович Боровко́ (13 травня 1948, село Борщів Баришівського району Київської області) — український поет. Член Національної спілки письменників України від 4 квітня 2000 року. Заслужений працівник освіти України (1991).

## Життєпис
Народився в селі Борщів Баришівського району Київської області.
Закінчив Київський педагогічний інститут. Працював начальником Управління освіти і науки Бориспільського міськвиконкому. Зараз — проректор та викладач української мови у найбільшому недержавному ВУЗі Міжрегіональній Академії управління персоналом.
Автор книжок: «Березень планети», «Земні турботи», «На межі літа», «Хатнище», «Ронделі», «Трубіж», «Сповідь», «Різдво весни».
Лауреат премій імені О. Бойченка та імені А. Малишка.
8 квітня 1991 року «за заслуги в розвитку народної освіти, впровадження нових методів навчання і виховання підростаючого покоління» надано звання «Заслужений працівник народної освіти Української РСР» .
2006 року присуджено Київську обласну премію за заслуги в галузі освіти .
1998 року відзначено орденом «За заслуги» третього ступеня.